# Kilkenny (Minnesota)
Kilkenny é uma cidade localizada no estado americano de Minnesota, no Condado de Le Sueur.

## Demografia
Segundo o censo americano de 2000, a sua população era de 148 habitantes.
Em 2006, foi estimada uma população de 155, um aumento de 7 (4.7%).

## Geografia
De acordo com o United States Census Bureau tem uma área de
0,3 km², dos quais 0,3 km² cobertos por terra e 0,0 km² cobertos por água. Kilkenny localiza-se a aproximadamente 319 m acima do nível do mar.

## Localidades na vizinhança
O diagrama seguinte representa as localidades num raio de 16 km ao redor de Kilkenny.